# Chikashi Masuda
Chikashi Masuda (jap. 増田誓志 Masuda Chikashi; ur. 19 czerwca 1985 roku w Miyazaki) - japoński piłkarz, reprezentant kraju.

## Kariera klubowa
Od 2004 do 2014 roku występował w klubach: Kashima Antlers, Montedio Yamagata, Ulsan Hyundai. Od 2014 gra w zespole Omiya Ardija.

## Kariera reprezentacyjna
Karierę reprezentacyjną rozpoczął w 2012 roku. W sumie w reprezentacji wystąpił w 1 spotkaniach.

## Osiągnięcia
- J-League: 2007, 2008, 2009
- Puchar Cesarza: 2007
- Puchar J-League: 2011, 2012